# Real Cofradía de Nuestro Padre Jesús Nazareno de Jumilla
La Real Cofradía de Nuestro Padre Jesús Nazareno es una de las cofradías más antiguas de la Semana Santa de Jumilla. Es una de las hermandades con mayor número de hermanos y, además, cuenta con una espectacular Casa Museo en uno de los emplazamientos más emblemáticos de la localidad, la Plaza de Arriba, donde se exhibe todo el patrimonio artístico y cultural que la cofradía ha ido atesorando a lo largo de toda su historia. 

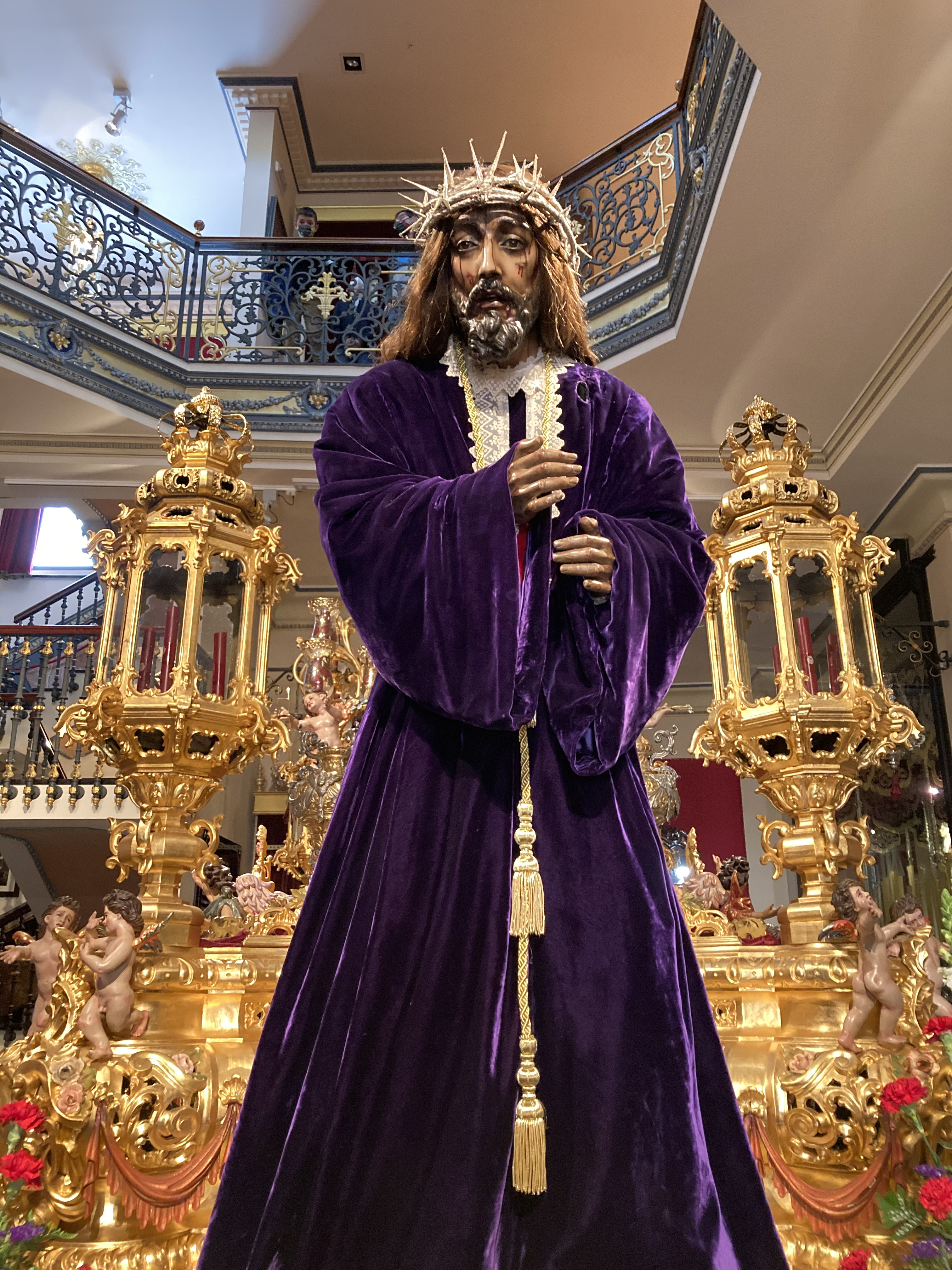
Detalle de la talla de Nuestro Padre Jesús Nazareno.

## Orígenes e Historia
La Cofradía de Jesús Nazareno fue fundada en el año 1801 por un grupo de hombres pertenecientes a la extinta Hermandad de la Orden Tercera de Penitencia de San Francisco, con sede en el convento de las Cinco Llagas de Jumilla. Es entonces cuando encargan al escultor D. Roque López la imagen de Jesús Nazareno, gracias a los donativos de los ciudadanos, para que formase parte de la procesión del Viernes Santo. 
La imagen permanece en el convento de las Llagas hasta la exclaustración de los religiosos, que forzó el abandono del convento en el año 1835. Todo el patrimonio artístico-religioso pasaría a formar parte de la nueva Iglesia del Salvador, incluida la imagen de Jesús Nazareno. 
Más tarde volvería a florecer el entusiasmo por la Semana Santa, siendo entre los años 1840 y 1848 cuando se constituye como “Hermandad de Nuestro Padre Jesús Nazareno”. En 1864, el Obispo de la Diócesis aprobaría los puntos fundamentales de sus estatutos. 
En el seno de la hermandad se encontraban las imágenes del Cristo Amarrado a la Columna, María Santísima de la Soledad, Jesús Prendido, San Juan Apóstol y la sección de romanos, que se conoce bajo el nombre de “armaos”. 
Durante la segunda mitad del siglo XIX la Semana Santa, en toda España, se convirtió en un mero recuerdo de tiempos anteriores, pues las procesiones se redujeron hasta casi desaparecer por completo, siendo sustituidas por celebraciones controladas exclusivamente por el clero o la autoridad civil. No obstante, en la Región de Murcia se conservará y acrecentará su tradición procesionalista semanasantera. 
El principal objetivo de los fundadores de la Cofradía era el de ofrecer la posibilidad de formar parte de la misma a todas las clases y categorías sociales. Sin embargo, el patronazgo de los pasos a través de “camareros”, que se convertirían en los verdaderos propietarios de las imágenes y sus enseres contradecía esta propuesta, pues siempre ostentaban a este rango familias adineradas. 
Durante el siglo XX se acabaría la etapa de desarrollo, debido a la gran crisis que se padecía en aquellos momentos. No obstante, las nuevas generaciones hicieron florecer, de nuevo, en los años 20, un nuevo momento de plenitud. 

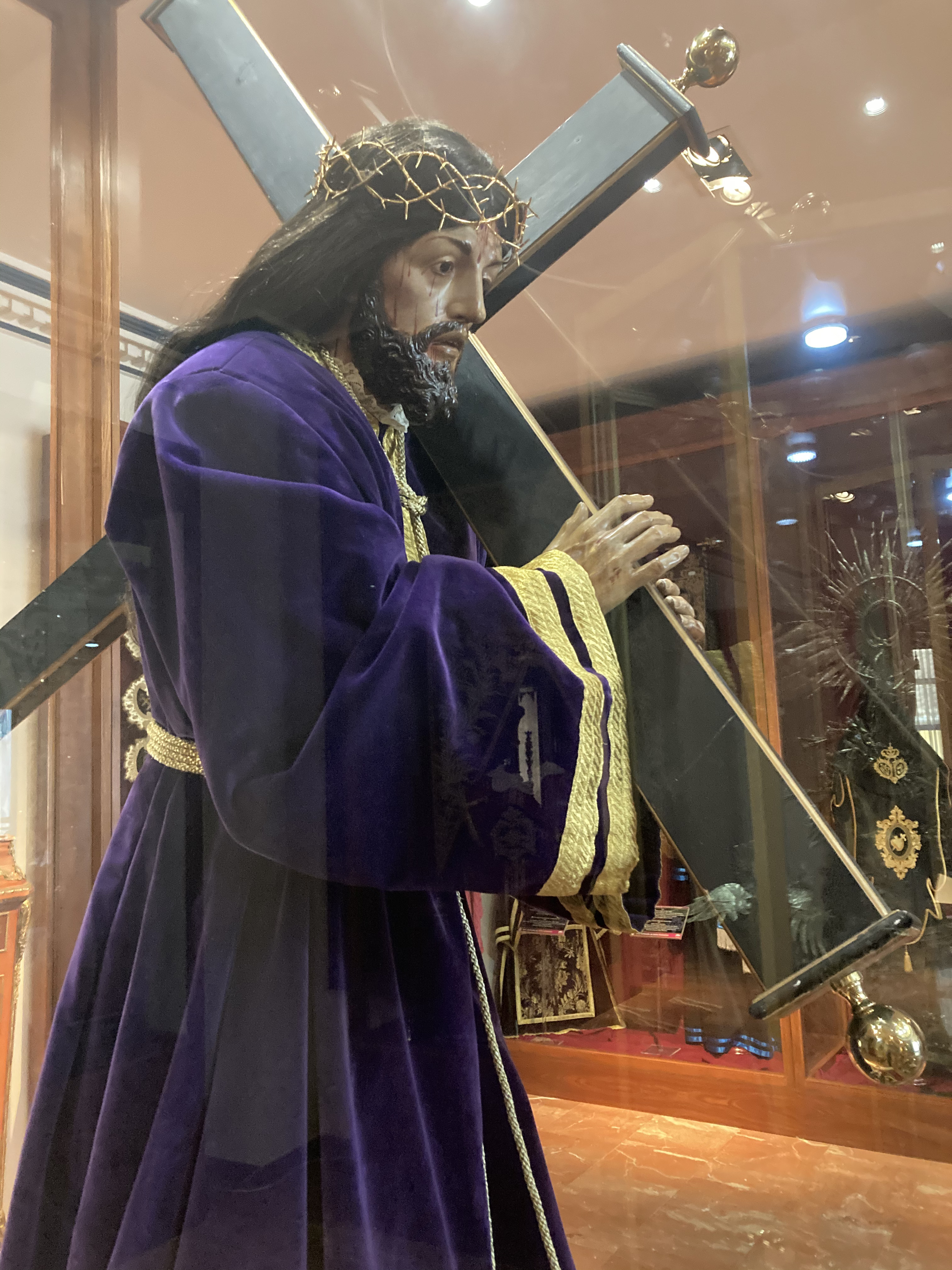
Imagen del Jesús Nazareno del Calvario de Roque López expuesto en la Casa Museo.

El comienzo de la Guerra Civil Española, en 1936, de la Guerra Civil Española supuso la pérdida de la imagen titular de Nuestro Padre Jesús Nazareno de 1801.
Tras la guerra, en 1942, se encarga a Ignacio Pinazo una nueva imagen de Jesús Nazareno, que mantendría un pie encontrado de la talla anterior. Esta nueva imagen, titular de la cofradía, saldría a la calle por primera vez en 1943. 
Durante los años 50 se vive una enorme crisis en Jumilla que hizo peligrar el desarrollo de la Semana Santa del municipio, y con ella, el de la Cofradía de Nuestro Padre Jesús Nazareno. No obstante, y a pesar de los casi inexistentes ingresos y el poco número de hermanos, gracias al entusiasmo y el esfuerzo de los cofrades, la cofradía pudo subsistir a este periodo de decrecimiento.
Ya en la década de los 80 la cofradía incorpora el paso de la Virgen de la Amargura y el grupo escultórico de Nuestro Padre Jesús de Pasión para la procesión del Jueves Santo. Es a partir de 1984 cuando se “refunda” la cofradía y se vive una etapa de crecimiento y desarrollo pleno gracias, en parte, a las buenas circunstancias económicas que se vivían en el municipio. 
A lo largo de los últimos años, el patrimonio de la Cofradía de Jesús Nazareno ha ido incrementándose hasta conseguir ser una de las cofradías de mayor devoción y trascendencia cultural de Jumilla, llegando a tener más de 400 hermanos. 
De esta manera, todo el patrimonio obtenido durante años disfruta ahora de una espectacular casa-museo donde se exponen y pueden recibir la visita de numerosos ciudadanos, construido en 2010.

## Incendio de 1975
Durante la madrugada del Viernes Santo del 27 de marzo de 1975 un grave incendio en una de las naves donde se guardaban multitud de imágenes de varias cofradías de la localidad destruyó por completo algunas tallas como el Paso de la Verónica o la Oración del Huerto. No obstante, el paso de Jesús Nazareno, que se encontraba en la misma nave no sufrió daños irreparables y resultó levemente afectado

## Casa Museo de Jesús Nazareno

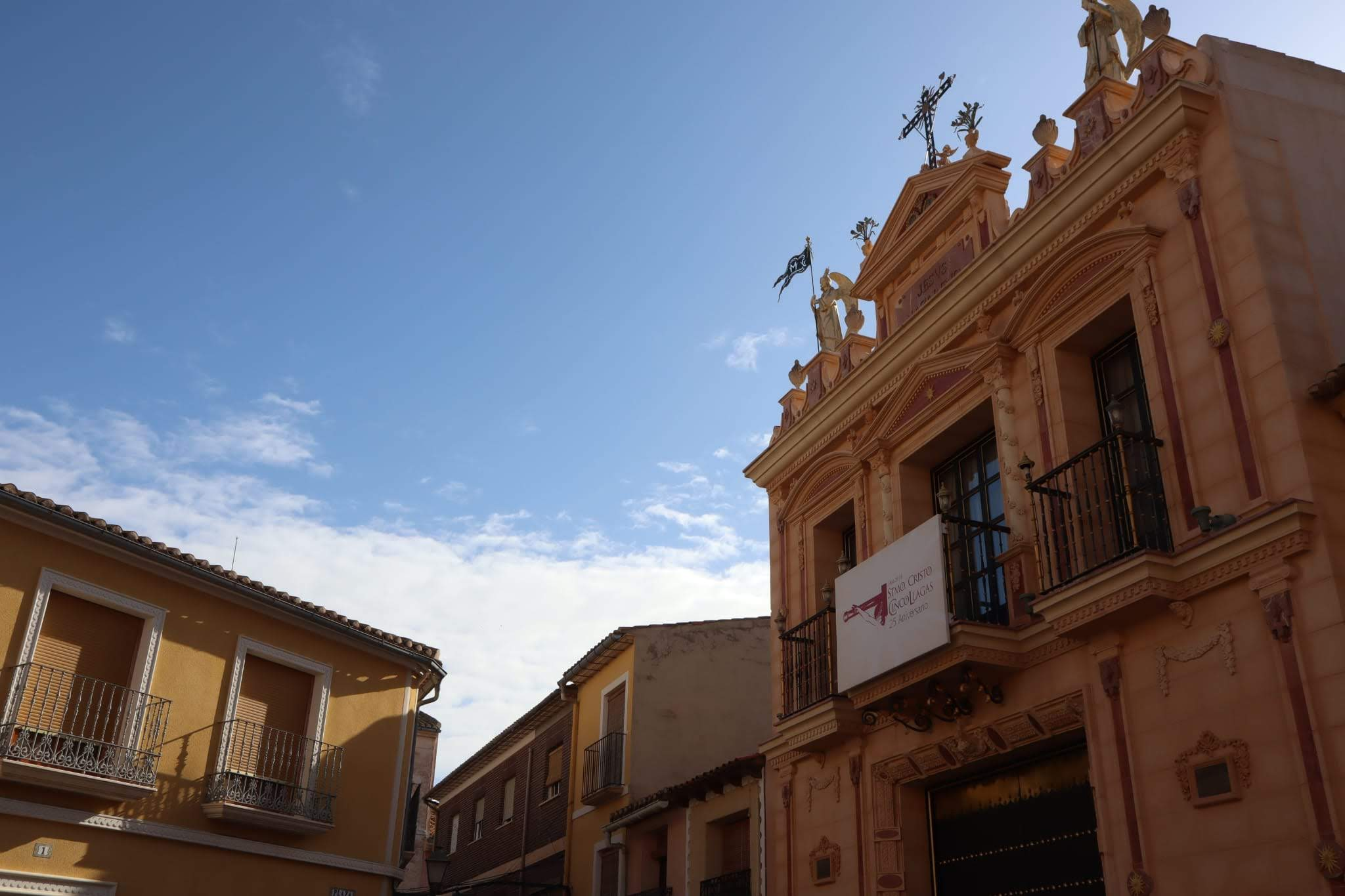
Fachada de la Casa Museo de Jesús Nazareno de Jumilla, ubicada en la Plaza de Arriba.

En el año 2006 da comienzo la ideación del proyecto de una gran casa-museo que acogiese el rico patrimonio de la cofradía y que, además, sirviese como centro de preservación, investigación y desarrollo de la cultura de Jumilla. Además, ofrecería espacios para grandes exposiciones y diferentes actos que se vinculasen directa o indirectamente con la Semana Santa jumillana y se abriría al público los sábados y domingos con una tarifa única de 1€ por visitante.
De esta manera, el 27 de marzo de 2010 se lleva a cabo un gran acto de inauguración que contó con la presencia del párroco de la Iglesia Mayor de Santiago, que bendijo las instalaciones, y diversas autoridades civiles, políticas y religiosas.

### Situación exterior
El Museo de la Real Cofradía de Nuestro Padre Jesús Nazareno se encuentra ubicado en la Plaza de Arriba, un emplazamiento histórico de Jumilla y donde se sitúan, además, el Museo Arqueológico Jerónimo Molina y la Ermita de San José. La Plaza destaca por la espectacular vista que ofrece de la torre de la iglesia mayor de Santiago. 

En cuanto a la fachada del museo, es el símbolo y la imagen más representativa de la riqueza que alberga en su interior. Se estructura con ritmos y registros ternarios, contando con tres plantas y tres balcones; de la misma manera que de manera vertical, encontramos una jerarquización tríptica, en la que sin duda, destaca el eje central. A los lados, encontramos inscripciones en mármol de los instrumentos de la Pasión grabados en oro. 

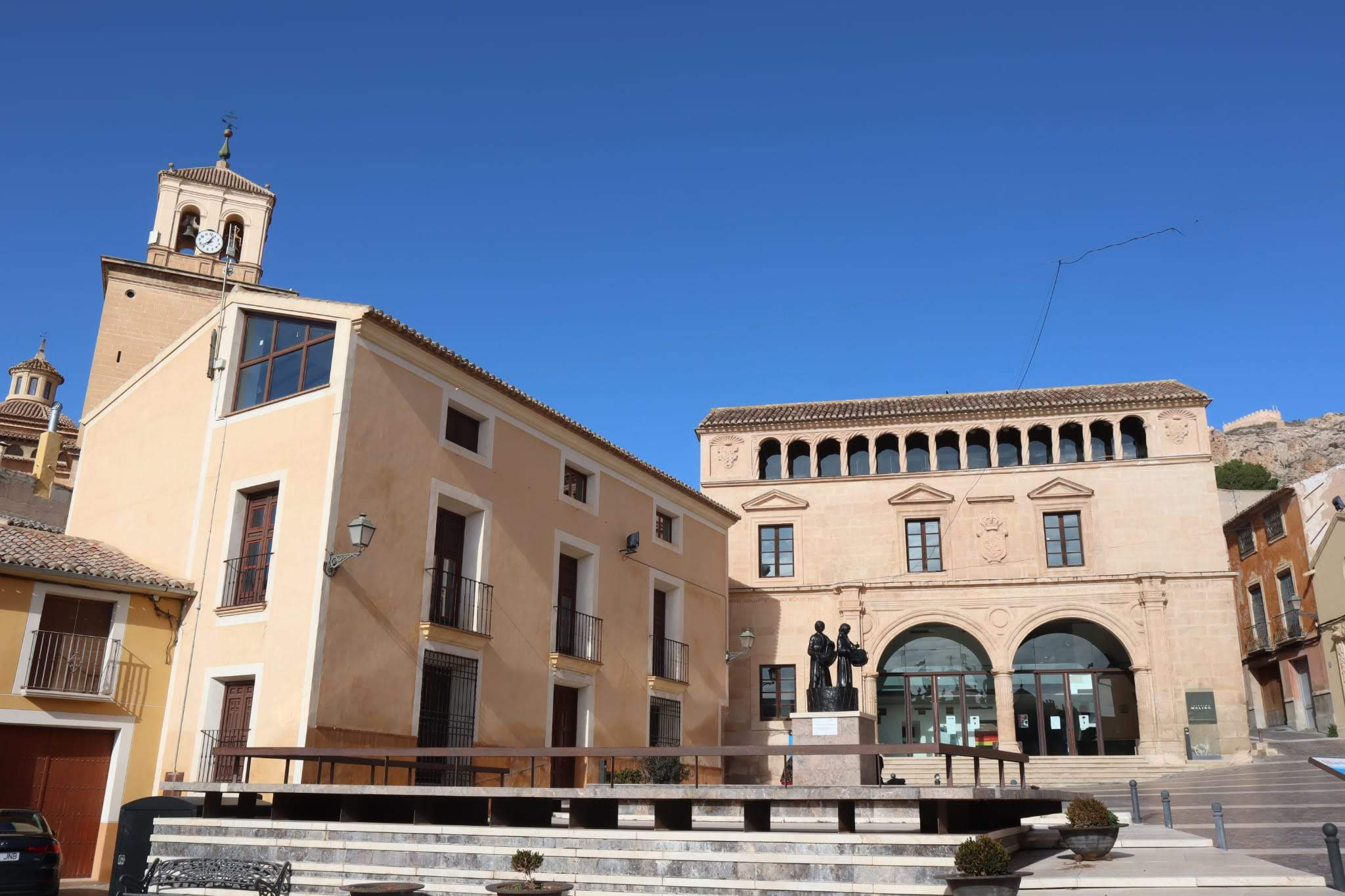
La Plaza de Arriba de Jumilla vista desde la puerta de la Casa Museo de la Real Cofradía de Nuestro Padre Jesús Nazareno.

### Situación interior
El interior del museo se compone de tres plantas: la planta baja, la planta primera y la planta inferior.
En la planta baja se encuentra el Salón de Exposiciones de Tronos e Imágenes, donde encontramos todos los grupos escultóricos y tallas de la cofradía, con sus respectivos tronos procesionales. La imagen titular y su trono se encuentran expuestos en la zona central del Salón, justo debajo de la gran cúpula, creando un impacto aún mayor en el visitante. 
En la planta primera encontramos el Salón de Exposiciones de Ajuar Procesional, donde se ubican en vitrinas piezas y objetos que la cofradía ha ido atesorando a lo largo de su desarrollo y que conforman el ajuar procesional de la misma. Destaca la imagen de Jesús Nazareno del Calvario, talla restaurada de gran relevancia para la cofradía y la Semana Santa de Jumilla, pues cuenta con trozos de la imagen originaria de Jesús Nazareno realizada por el escultor Roque López, que además, procesiona desde el año 2014 en la mañana de Viernes Santo. 
Por último, en la planta inferior encontramos el Salón de Actos y Exposiciones D. Roque Molera, que está destinado para la realización de actividades culturales y didácticas y albergar distintas exposiciones o proyecciones que sirvan para el conocimiento y la investigación cultural. 

## Problemas Económicos
En 2014 comienzan a surgir los primeros problemas económicos en la cofradía, que no es capaz de hacer frente a los diferentes pagos que requiere la preservación y conservación de la Casa Museo inaugurada 4 años antes. De esta manera, el Obispado tuvo que intervenir el edificio, y el Delegado Diocesano de Hermandades y Cofradías de la Diócesis de Cartagena se hizo cargo de la situación acompañado por una comisión de seis personas de la localidad que intentaron solucionar el problema. 
No obstante, esto no fue suficiente y en 2018 el Juzgado de Primera Instancia e Instrucción número 2 de Jumilla sacó a subasta por ejecución hipotecaria el edificio, cuya deuda ascendía a 734.412,34€. Finalmente, la cofradía llegó a un acuerdo con la entidad bancaria y en la actualidad mantienen la Casa Museo a cambio de abonar regularmente una cantidad acordada entre ambas instituciones

## Hermandades y Pasos en la actualidad

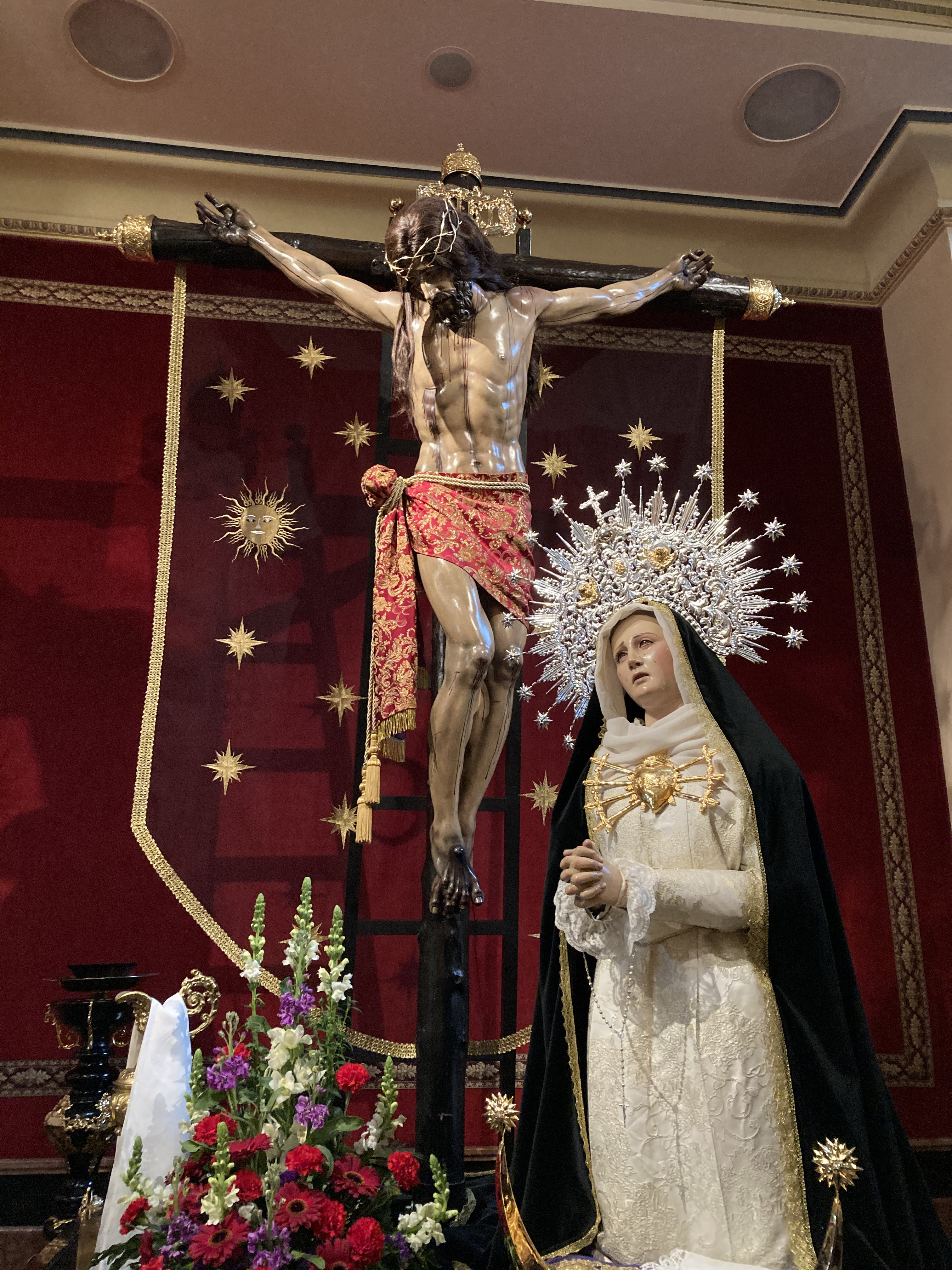
Paso del Santísimo Cristo de las Cinco Llagas

La Real Cofradía de Nuestro Padre Jesús Nazareno cuenta, en la actualidad, con un total de 9 pasos y hermandades, procesionando los días de Jueves Santo, Viernes Santo (mañana y noche) y Domingo de Resurrección:
- Nuestro Padre Jesús Nazareno: imagen de Ignacio Pinazo que data de 1943 y que sustituye a la imagen original de Roque López destruida parcialmente en 1936. Es una figura para vestir que se limita al rostro, manos y pies. Carga sobre sus hombros una gran cruz que sujeta con ambas manos. Hasta 2010 estuvo expuesto en la Ermita de San Agustín.

- María Santísima de la Amargura: escultura de Dolorosa que expresa la angustia de María mientras buscaba a su hijo entre la multitud. El trono reproduce la estructura clásica de los pasos de palio.
- Hermandad de Santa Faz Verónica: es una de las imágenes más frecuentes de las que se llevan en procesión en toda España. Es obra del escultor Francisco Liza, datada en 1998, y que sustituye a la anterior de Javier Santos, que procesionó entre 1976 y 1997.
- Nuestro Padre Jesús de Pasión: grupo escultórico formado por tres figuras que fue realizado en 1999 por el escultor sevillano Francisco Limón, y que es, exclusivamente, portado a hombros por mujeres.
- Santísimo Cristo de Humildad y Paciencia: representa el momento anterior a la ejecución de Jesús en la cruz. Data de 2011, siendo así la talla más reciente de toda la cofradía, y es obra de Francisco Limón.
- Santísimo Cristo de las Cinco Llagas: sale en procesión desde 1994 la noche del Viernes Santo. Representa a Jesús en el instante de preparar su descendimiento y a María, de rodillas, esperando para abrazar el cuerpo de su hijo por última vez. El escultor fue José Vázquez Juncal.
- Nuestra Señora de las Angustias: data de 1990 y fue realizado por José Antonio Hernández Navarro. Es una obra de talla completa de madera policromada, y representa el momento en el que María sujeta el cuerpo desnudo de su hijo tras haber muerto en la cruz.
- Aparición a los Discípulos de Emaús: fue sacado en procesión en 1998 por primera vez. Se compone de tres figuras masculinas colocadas alrededor de una mesa con mantel, vino, jarra y frutas. Representa el momento en el que Jesús se encuentra con sus discípulos, que huyen asustados hacia Emaús debido a lo que hicieron con su maestro.
- Nuestro Padre Jesús Nazareno del Calvario: fue realizada en 1801 por Roque López, y fue la imagen titular de la cofradía hasta su parcial destrucción en 1936 debido a la Guerra Civi Española. No obstante, se pudo conservar la mascarilla de la imagen. Ha sido restaurada por Arturo Serra a partir de dicha mascarilla. Volvió a procesionar 78 años después, en 2014, por las calles de Jumilla durante la mañana del Viernes Santo.[9]